# Distortion (album)
Distortion – pierwszy album Rev Runa, członka zespołu Run-D.M.C. Pierwotnie miał on ukazać się w 2003 roku, ale premiera została odłożona na rok 2005. „Mind on the Road” znalazł się na 98. miejscu amerykańskiej listy „Pop 100”. Album zadebiutował na 78. miejscu na liście „Top R & B/Hip-Hop Albums Chart”.

## Lista utworów
1. „I Used to Think I Was Run” – 3:00
2. „Home Sweet Home” – 2:15
  - Sample – „Sweet Home Alabama: w wykonaniu Lynyrd Skynyrd
3. „Boom Ditty” – 2:11
4. „Breaktime” – 1:42
5. „High and Mighty Joe” – 2:04
6. „The Way” – 2:19
  - Sample – „God of Thunder” w wykonaniu zespołu Kiss
7. „Don’t Stop, Y’all” – 2:36
8. „Mind on the Road” – 2:39
  - Sample – „I Love Rock & Roll” w wykonaniu Joan Jett
9. „Take a Tour” – 2:09
10. „Distortion” – 1:53